# Corupá
Corupá é um município brasileiro do estado de Santa Catarina. Localiza-se a uma latitude 26º25'31" sul e a uma longitude 49º14'35" oeste, estando a uma altitude de 75 metros. Possui uma área de 405 km² e uma população estimada, em 2016, de 15.337 habitantes.
Corupá é um nome de origem indígena e significa paradeiro de seixos (lugar de muitas pedras). O município é considerado a capital catarinense da banana, das plantas ornamentais e das orquídeas. A rodovia federal BR-280 corta o município e serve como principal forma de acesso à cidade. Em 2010 Corupá possuía um Índice de Desenvolvimento Humano Municipal (IDHM) de 0,780, numa escala de 0 a 1, sendo o 1 o melhor resultado possível. Este índice coloca a cidade em 30ª posição no ranking estadual e 127ª posição no ranking nacional.

## História

### Origens e povoamento
A história de Corupá remonta ao ano de 1541 quando a expedição de Don Alvar Nuñes Cabeza de Vaca percorreu o célebre Peabiru: caminho indígena pré-cabraliano que ligava os Andes ao Oceano Atlântico. O Peabiru iniciava na desembocadura do Rio Itapocu, em Barra Velha, subindo por ele até a confluência dos rios Novo e Humboldt e dali pela atual Avenida Getúlio Vargas subia a Serra do Mar, pelo traçado da atual estrada de ferro até as nascentes do Rio Banhados e seguindo o Rio Negrinho, o Rio Negro, o Rio Iguaçu e o Rio Paraná até o Paraguai, além disso, também interligava trilhas indígenas menores. Este caminho foi muito usado até 1850, quando ele foi retalhado pela construção de rodovias e a ferrovia, mas ainda é possível percorrer o traçado geral.
Em 1849 foi criada a Sociedade Colonizadora Hamburguesa, mais tarde substituída pela Companhia Hanseática de Colonização que englobou os bens da anterior, com o objetivo de povoar as terras da princesa Dona Francisca, do príncipe François de Orleans e do Conde d’Eu, esposo da princesa Dona Isabel. Em 1895 a Cia Hanseática, por seu diretor Karl Fabri, adquiriu por compra, mais de 635.000 hectares de terra, dos quais, 35.000 ficavam no alto vale do Rio Itapocu e deram origem a Corupá, e por contrato, as terras deveriam ser colonizadas num prazo de vinte anos por imigrantes europeus.

### Fundação
O primeiro nome de Corupá foi Hansa Humboldt, em homenagem ao naturalista alemão Alexandre von Humboldt. A data de fundação refere-se ao dia em que Otto Hillbrecht e seu filho e Wilhelm Ehrhardt compraram os primeiros lotes coloniais, respectivamente os de número 6, 7 e 1. Estes pioneiros, vindos da Alemanha, desembarcaram em São Francisco do Sul em 30 de junho de 1897 e em 7 de julho de 1897 chegaram a Hansa Humboldt vindos de barco pelo Rio Itapocu, sendo este o único caminho de acesso até 1900. Desembarcaram na confluência dos rios Humboldt e Novo, seguiram por um picadão, hoje a Avenida Getúlio Vargas, até o galpão dos imigrantes onde foram recebidos pelo agrimensor Eduard Krisch. O galpão não passava de um rancho feito de troncos tendo cobertura de folhas de palmito.
Os três primeiros focos irradiadores da civilização catarinense foram São Francisco do Sul (1658), Desterro, atual Florianópolis (1666) e Laguna (1676). Corupá estava integrada à administração de São Francisco do Sul à qual se ligavam Joinville, Jaraguá do Sul e todas circunvizinhanças. Com a criação do distrito de Joinville, Corupá foi anexada a administração de Joinville via Jaraguá do Sul; mais tarde criou-se o distrito de Jaraguá do Sul e, finalmente, em 11 de maio de 1908 foi criado o distrito de Hansa Humboldt, sendo o primeiro intendente o Sr. Ernesto Rückert. Em virtude do Decreto Lei Estadual do Governador Nereu Ramos de no. 941 de 31 de dezembro de 1943, a partir de 1 de janeiro de 1944 Hansa Humboldt passou a chamar-se Corupá. Por Decreto Lei Estadual no 348 de 21 de junho de 1958 foi criado o Município de Corupá e sua instalação ocorreu no dia 25 de julho de 1958.
Antes mesmo da fundação oficial de Hansa Humboldt já eram conhecidos os acidentes geográficos de Corupá, tais como as serras e principalmente as fortes e altas quedas de água que do planalto despencam à planície. Em 1879 foi organizada uma expedição, liderada por Albert Kröhne, com a incumbência de encontrar um futuro caminho entre Hansa Humboldt e São Bento do Sul e que desse também ligação a Curitiba. Nesta expedição foram denominados o Rio Ano Bom, o Rio Humboldt e a Estrada Bomplandt. Bomplandt era companheiro de viagens de Alexandre von Humboldt. Já pelo lado contrário, havia o caminho aberto por Emílio Carlos Jourdan, seguindo o Vale do Rio Novo. Nesta época também foram denominados o afluente do Rio Novo, o Rio Isabel, em homenagem à Princesa, e o afluente deste, o Rio Paulo. Todas estas denominações são utilizadas até hoje.
A partir de dezembro de 1897 o número de imigrantes foi aumentando. Em novembro de 1899 foi fundada a comunidade evangélica. Também em 1899 foi fundado o primeiro hotel, pelo casal Wilhelm e Maria Pieper, e chamava-se Hotel Pieper. Em 1902, 26 lotes tinham casas edificadas e outros 16 haviam sido vendidos. Em 1906 iniciou o Orquidário Catarinense, com Roberto Seidel que até hoje, comercializa e exporta orquídeas e bromélias. Em 1909 foi construída a capela católica. Em 1910, chegou o primeiro trem vindo de São Francisco do Sul e em 2 anos, os trilhos avançaram até São Bento do Sul. Cada chegada e partida era uma festa, um encontro social, cultural e econômico. A estação ficava apinhada. Em 1915 foi construído o primeiro salão de Hansa, o Salão Estrela. Em janeiro de 1920 foi inaugurada a Firma Luz e Força Hansa que forneceu energia elétrica até 1958, quando o dique da represa se rompeu e destruiu a usina. Em 1923 chegou a Hansa Carlos Rutzen: comprou uma propriedade que continha casa de gêneros alimentícios, fazendas, ferragens, açougue, salão com palco para festividades como casamentos, teatros, ginástica, reuniões sociais, eleições, festas, bailes e domingueiras. A ação social e econômica de Carlos Rutzen foi tão grande que a Vila Isabel passou a ser chamada, popularmente, de Vila Rutzen. Em 1927 o Dr. Adolfo Konder visitou Hansa Humboldt e a definiu como “Califórnia do Brasil” devido à paisagem e à abundância de laranjas que aqui se encontravam. Em 1928 foi fundado o Jornal de Hansa, pelo Sr. José Maffezzolli, prático em tipografia vindo de Brusque. Em setembro de 1929 foi lançada a pedra fundamental do Seminário Sagrado Coração de Jesus. Ainda em 1929 fundou-se a Banda Jazz Elite, que substituiu a extinta Banda Linzmeyer. Em 1930 Hansa Humboldt recebeu os serviços de telefonia.
De 1914 a 1918 desenrolou-se a Primeira Guerra Mundial. Até aquela data, só existiam em Hansa Humboldt escolas particulares alemãs. Estas e outras sociedades foram fechadas neste período, pelo inspetor Orestes Guimarães. Terminada a guerra, estas escolas e sociedades foram reabertas e veio então, a primeira escola estadual ou brasileira, como se dizia. Em grande parte isso foi motivado pelo espírito de nacionalismo que varreu o Brasil por causa da guerra e a estrada de ferro, que funcionava plenamente e trouxe muitos brasileiros, quer dizer, não de origem alemã.

## Demografia
| Crescimento populacional                                               | Crescimento populacional | Crescimento populacional |
| Censo                                                                  | Pop.                     | %±                       |
| ---------------------------------------------------------------------- | ------------------------ | ------------------------ |
| 1980                                                                   | 8 783                    | -                        |
| 1991                                                                   | 10 389                   | 18,2%                    |
| 2000                                                                   | 11 847                   | 14,0%                    |
| 2010                                                                   | 13 852                   | 16,9%                    |
| Est. 2016                                                              | 15 337                   | 10,7%                    |
| Censos demográficos do IBGE (1980-2010). Estimativa do IBGE para 2016. |                          |                          |

## Geografia
Limita-se ao norte com São Bento do Sul, ao sul com Rio dos Cedros, a oeste com Rio Negrinho e a leste com Jaraguá do Sul. Corupá está localizada no final do Vale do Itapocu, pouco antes da Serra do Mar, cadeia de montanhas que divide as regiões de planícies litorâneas dos grandes planaltos que se estendem pelo interior de Santa Catarina. O município possui área de 405,003 km² e é cortado por dezenas de rios. O Centro da cidade se situa em uma altitude de 75 metros acima do nível do mar. Algumas dependências na zona urbana do município, como o bairro Izabel, possuem altitudes próximas aos 500 metros de altitudes. A altitude máxima do município se encontra no cume do Morro do Boi, a 956 metros acima do nível do mar. Este fica a apenas 2 km do Centro do município e pode ser visto em grande parte da área urbana do município.

### Clima
De acordo com a classificação climática Köppen-Geiger, a cidade de Corupá, bem como todo o estado de Santa Catarina, apresenta clima subtropical, com temperatura média anual de 19,4 °C. No verão as temperaturas frequentemente ultrapassam os 35 °C, e ocasionalmente chegam aos 40 °C. No inverno as temperaturas frequentemente chegam a 5 °C, mas raramente são negativas. O mês mais quente (fevereiro) tem temperatura média de 23,3 °C, enquanto o mais frio (julho) tem temperatura média de 14,9 °C. Todas as estações são úmidas e recebem quantidades satisfatórias de precipitação. A primavera e o verão recebem volumes maiores de chuva, decorrentes de tempestades de fim de tarde recorrentes, sendo fevereiro o mês mais chuvoso (199,5 mm). O inverno e o outono recebem menos precipitação, porém esta é melhor distribuída durante o dia. O mês menos chuvoso é julho (78,1 mm). No inverno não é rara a ocorrência de geada, principalmente nas áreas de maior altitude do município.
| Dados climatológicos para Corupá                                                                     | Dados climatológicos para Corupá | Dados climatológicos para Corupá | Dados climatológicos para Corupá | Dados climatológicos para Corupá | Dados climatológicos para Corupá | Dados climatológicos para Corupá | Dados climatológicos para Corupá | Dados climatológicos para Corupá | Dados climatológicos para Corupá | Dados climatológicos para Corupá | Dados climatológicos para Corupá | Dados climatológicos para Corupá | Dados climatológicos para Corupá |
| Mês                                                                                                  | Jan                              | Fev                              | Mar                              | Abr                              | Mai                              | Jun                              | Jul                              | Ago                              | Set                              | Out                              | Nov                              | Dez                              | Ano                              |
| --- | -------------------------------- | -------------------------------- | -------------------------------- | -------------------------------- | -------------------------------- | -------------------------------- | -------------------------------- | -------------------------------- | -------------------------------- | -------------------------------- | -------------------------------- | -------------------------------- | -------------------------------- |
| Temperatura máxima recorde (°C)                                                                      | 41,0                             | 41,4                             | 39,3                             | 36,4                             | 36,3                             | 31,8                             | 30,1                             | 32,9                             | 34,4                             | 36,8                             | 37,0                             | 39,8                             | 41,4                             |
| Temperatura máxima média (°C)                                                                        | 28,7                             | 27,5                             | 27,5                             | 25,4                             | 22,6                             | 20,6                             | 20,0                             | 21,7                             | 22,3                             | 24,3                             | 26,2                             | 27,8                             | 24,5                             |
| Temperatura média (°C)                                                                               | 23,3                             | 23,3                             | 22,7                             | 20,2                             | 17,4                             | 14,9                             | 14,9                             | 16,3                             | 17,2                             | 19,3                             | 21,1                             | 22,4                             | 19,4                             |
| Temperatura mínima média (°C)                                                                        | 17,9                             | 19,0                             | 17,8                             | 14,9                             | 12,2                             | 9,3                              | 9,8                              | 10,9                             | 12,1                             | 14,3                             | 16,0                             | 17,0                             | 14,2                             |
| Temperatura mínima recorde (°C)                                                                      | 10,2                             | 12,6                             | 8,1                              | 4,1                              | 1,8                              | −0,6                             | −2,2                             | −1,1                             | −0,2                             | 2,1                              | 4,1                              | 7,7                              | −2,2                             |
| Fonte: Jornal do Tempo (Os dados climatológicos representam uma média do período entre 1961 e 1990.) |                                  |                                  |                                  |                                  |                                  |                                  |                                  |                                  |                                  |                                  |                                  |                                  |                                  |

## Turismo

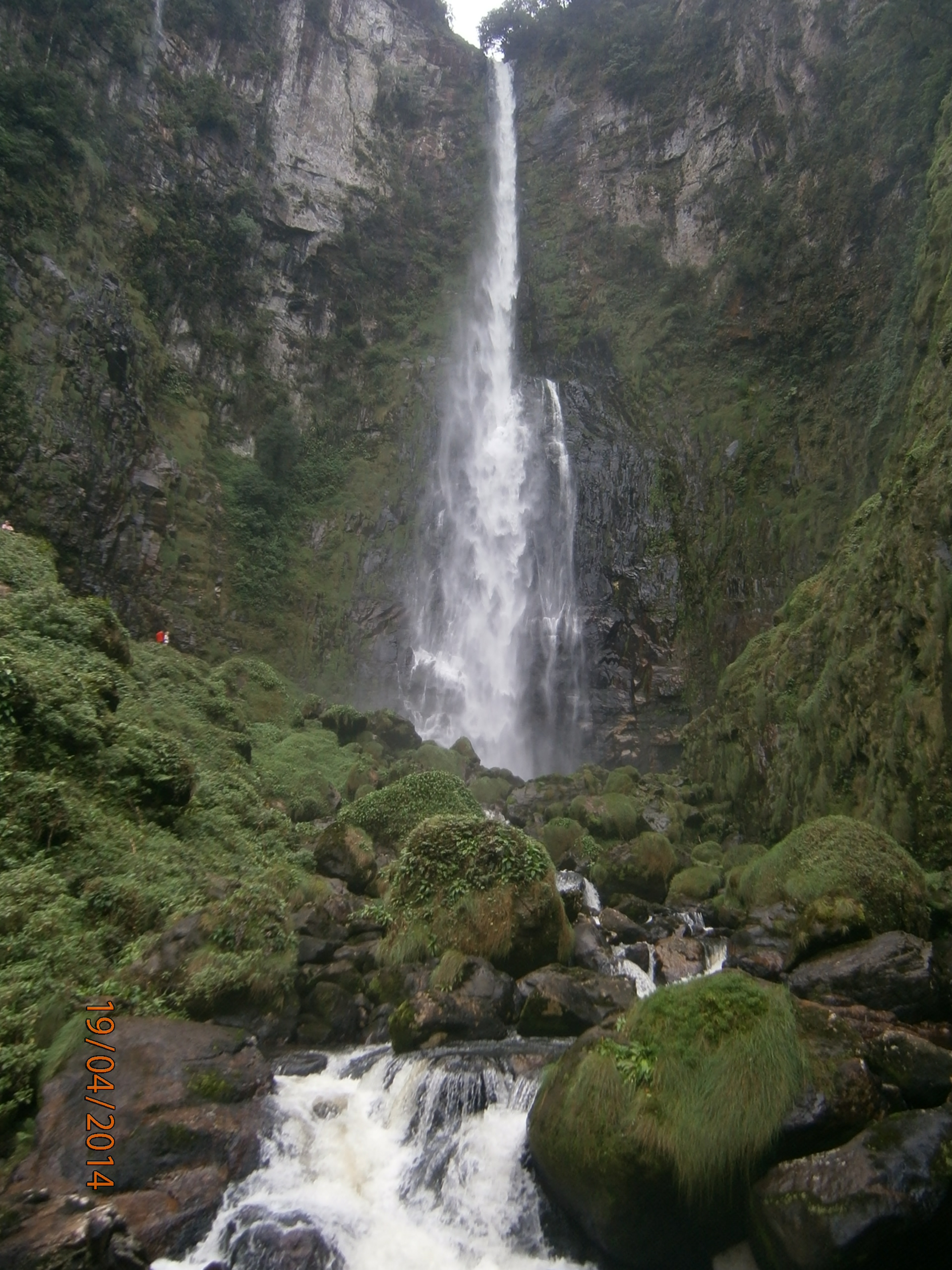
Cachoeira Salto Grande

Corupá é um destino de beleza surpreendente para os apreciadores do ecoturismo. Aos pés da Serra do Mar, em um vale rodeado de quedas d'água e de Mata Atlântica. Dentre os atrativos turísticos de Corupá estão as inúmeras cachoeiras, o Seminário Sagrado Coração de Jesus e o Orquidário Catarinense.

### Rota das Cachoeiras

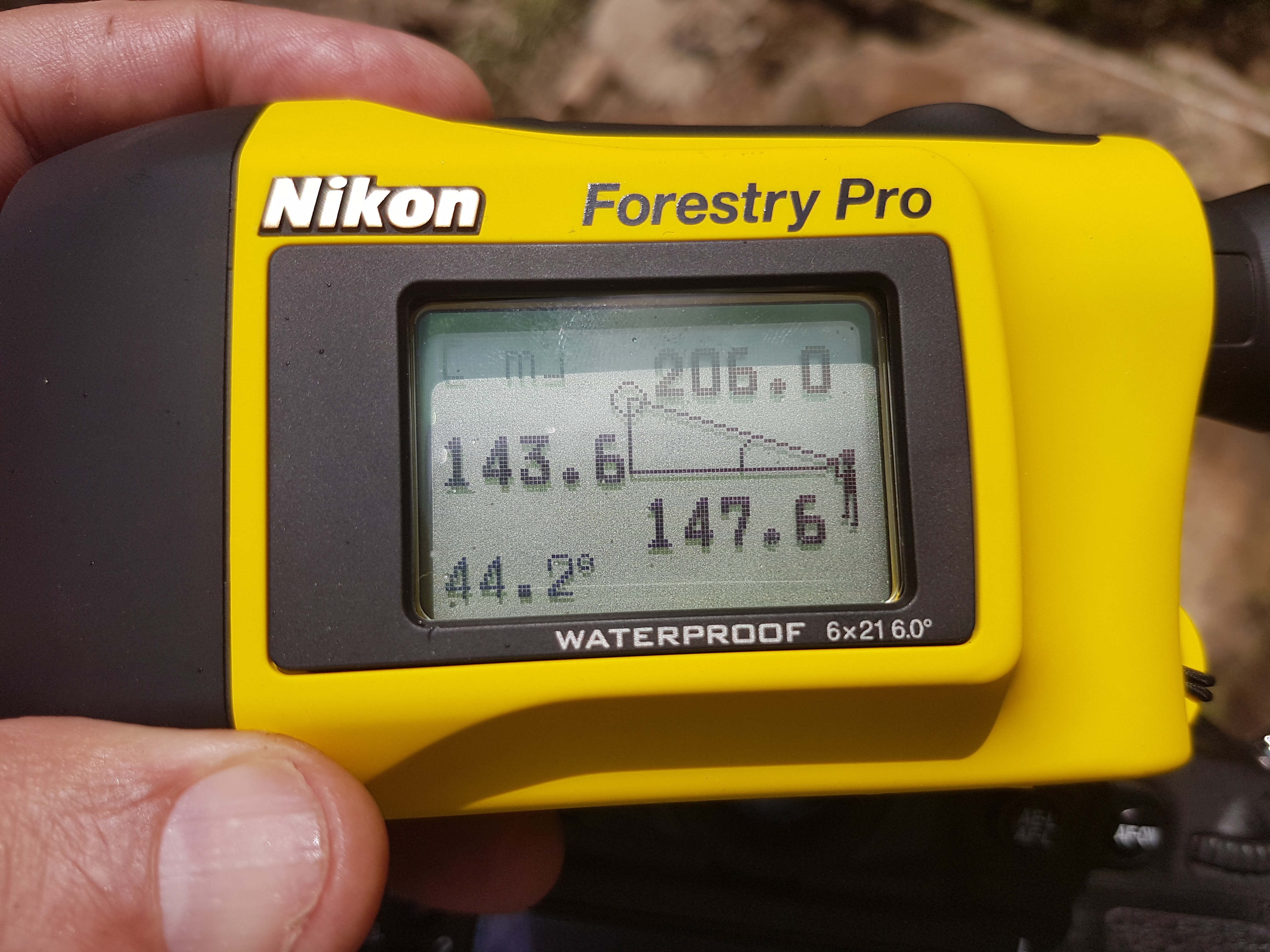
Salto Grande- Aferição da Altura com telêmetro

Em seus 1.153,66 hectares, a reserva tem uma grande importância ecológica, pois está inserida em um dos últimos remanescentes de Floresta Atlântica de Santa Catarina, ecossistema brasileiro que apresenta hoje menos de 8,8% de sua área original. Apesar da grande riqueza representada pela biodiversidade deste ecossistema, a RPPN é procurada fundamentalmente pela existência de 14 cachoeiras de excepcional beleza, em que através de um percurso de 2.950 metros pela trilha denominada Passa Águas situada ao longo do Rio Novo, é possível realizar a observação da fauna e flora, com suas exuberantes árvores encontradas no local, bem como admirar a beleza cênica proporcionada pelas cachoeiras formadas no Rio Novo. A última cachoeira, denominada Salto Grande, tem 143,6 metros de queda (aferida com telêmetro) e é localizada nas coordenadas geográficas 26.39265S 49.35577W. O percurso leva em média 4 horas para ser realizado com segurança. A Rota das Cachoeiras é administrada pela Associação de Preservação e Ecoturismo Rota das Cachoeiras. Possui infraestrutura de estacionamento, banheiros com chuveiro e churrasqueiras.

### Seminário Sagrado Coração de Jesus
Da Congregação do Sagrado Coração de Jesus, o Seminário destaca-se por sua edificação em estilo arquitetônico gótico-romano, construído em 1929. Possui 20 mil metros quadrados de área construída abrigando: capela, museu, adega, café colonial, loja de souvenirs, teatro, rancho da lagoa, aeromodelismo, fábrica de velas, pavilhão de eventos, restaurante e quadras poliesportivas. O local é aberto diariamente para livre acesso da população e funciona como parque.

### Museu Irineu Luiz Godofredo Gartner
Anexo ao Seminário, um dos museus mais antigos do estado de Santa Catarina. Conta com uma exposição permanente - taxidermia (animais empalhados) - que constitui-se numa coleção de aves, répteis, anfíbios, mamíferos e peixes, que mostram a diversidade natural da região. No decorrer do ano também abriga exposições temporárias.

### Orquidário Catarinense Alvim Seidel
Há mais de 100 anos o Orquidário atua na produção e comercialização de orquídeas, bromélias e plantas ornamentais.

### Parque Nacional Braço Esquerdo
O PNBE faz parte da APA Rio Vermelho/ Humboldt e situa-se nos contrafortes da Serra do Mar entre São Bento do Sul e Corupá. A sua posição geográfica privilegiada nos presenteia com atrativos como: a Cachoeira Braço Esquerdo com mais de 90m, a Caverna da Fuga e a Trilha do Vale Perdido com inúmeros riachos, quedas d’água e formações rochosas de milhões de anos. O PNBE oferece atividades como escalada para iniciantes, rapel/cachoeirismo e condutores para as trilhas. Possui estacionamento, lanchonete, área de camping.

## Subdivisões
Corupá possui doze bairros em sua área urbana, sendo estes: Ano Bom, Bomplandt, Caminho Pequeno, Centro, Itapocu, Izabel, João Tozini, Pedra de Amolar, Poço D'Anta, Rio Novo, Seminário e XV de Novembro. De acordo com o Censo do IBGE de 2010, quando o município contava com 13.852 habitantes, na zona rural viviam 3.183 habitantes (22,97% da população) e 10.669 viviam na zona urbana (77,03% da população). O bairro mais populoso era o bairro Seminário (3.112 habitantes), seguido pelos bairros João Tozini (1.931 habitantes), Ano Bom (1.293 habitantes), Centro (1.264 habitantes) e Bomplandt (1.024 habitantes).

## Saúde
Corupá conta com um Pronto Atendimento 24 horas, mantido pelo Hospital e Maternidade Jaraguá, além de seis postos de saúde nos bairros Bomplandt, Centro (duas unidades), Seminário, Izabel e João Tozini.

## Educação
O município conta com uma escola estadual, que atende alunos do 8º ano do Ensino Fundamental ao 3º ano do Ensino Médio, nos três turnos; além de cinco escolas municipais, que atendem estudantes até o 9º ano do Ensino Fundamental. A rede pública conta com cerca de 4.000 alunos, incluindo aqueles das creches municipais, espalhadas pelo município.

## Corupaenses ilustres
Corupá é a cidade natal da atriz Bruna Linzmeyer, revelada pela Rede Globo de Televisão na década de 2010.
A cidade também é a cidade natal de Harri Lorenzi importante engenheiro agrônomo brasileiro, autor de dezenas de artigos e livros sobre plantas e fundador do Instituto Plantarum.